# Michael Andrew (natation)
Pour les articles homonymes, voir Michael Andrew et Andrew.
Michael Andrew, né le 18 avril 1999 à Aberdeen, Dakota du Sud, est un nageur américain.

## Biographie
Il débute la natation à 7 ans. Ses parents sont des Sud-Africains qui ont émigré aux États-Unis en 1997 et qui s’installent ensuite à Lawrence (Kansas) en 2011.
Il remporte le titre sur 100 m 4 nages lors des Championnats du monde en petit bassin 2016.

## Palmarès

### Jeux olympiques
- Jeux olympiques 2020 à Tokyo ( Japon) :
  -  Médaille d’or au relais 4 × 100 m 4 nages

### Championnats du monde

#### Grand bassin
- Championnats du monde 2019 à Gwangju ( Corée du Sud) :
  -  Médaille d'argent au relais 4 × 100 m quatre nages (participe uniquement en séries)
- Championnats du monde 2022 à Budapest ( Hongrie) :
  -  Médaille d'or au relais 4 × 100 m quatre nages mixte (participe uniquement en séries)
  -  Médaille d'argent au 50 m nage libre
  -  Médaille d'argent au relais 4 × 100 m quatre nages
  -  Médaille de bronze au 50 m papillon
  -  Médaille de bronze au 100 m dos

- Championnats du monde 2024 à Doha ( Qatar) :
  -  Médaille d'argent au 50 m papillon